# Chaupiñamca
Chaupiñamca (también como: Chawpi Ñamka) es una diosa nombrada dentro del manuscrito de Huarochirí. Chaupiñamca es considerada una diosa madre y la contraparte femenina del dios Pariacaca.
Asimismo, la diosa Chaupiñamca es asociada con la sexualidad, las danzas y la fertilidad.

## Etimología
El nombre de la diosa se compone de un término quechua, el cual es Chawpi o Chaupi (medio o centro; él o la del medio / él o la que está en medio).
Respecto al término Ñamca, no existe una traducción específica sobre ello. Sin embargo, dentro del manuscrito de Huarochirí, se explica un posible origen del término.

## Concepto
Dentro de Huarochirí, la diosa Chaupiñamca suele ser asociada a eventos que están relacionados con la fertilidad. 
En la misma fuente, ella es descrita como la diosa creadora y/o animadora de las mujeres; mientras que su hermano Pariacaca es el creador y/o animador de los hombres. A raíz de lo anterior, todos los seres humanos se refieren a la diosa como madre.
Al ser la contraparte femenina de Pariacaca, al igual que este último, la diosa Chaupiñamca tenía cuatro hermanas (son cinco hermanas en total si se cuenta a la propia Chaupiñamca). Dentro de este grupo, la diosa Chaupiñamca era la mayor entre todas ellas.
Respecto a sus nombres, se exhiben dos versiones; sin embargo, la versión más generalizada es la siguiente: Chaupiñamca (la mayor), Llacsahuato, Mirahuato, Urpihuachac y Lluncuhuachac (posiblemente la menor).
Pese a las antedichas descripciones, lo cierto es que la figura de Chaupiñamca resulta ser bastante compleja;. La razón de ello radica en el hecho de que existen versiones distintas acerca de ella y sus hermanas. Dichas versiones son el fruto de la percepción propia de cada aillu y/o comunidad, la cual varia una de la otra. Al respecto, la misma fuente de Huarochirí hace referencia a lo dicho: 

«La gente cuenta versiones completamente distintas (sobre Chaupiñamca y sus hermanas) variaba de ayllu a ayllu, en cada comunidad. Y hasta en sus nombres, los mama las llaman de una manera, los checas de otra. Unos decían que Chaupiñamca era hermana de Pariacaca. Otros que era hija de Tamtañamca […] Otros dicen que era hija del Sol. Así, no se puede llegar a una conclusión definitiva.»
Manuscrito de Huarochirí, Capítulo 13

## Representación
De acuerdo con Huarochirí, Chaupiñamca, quien andaba bajo la forma de una mujer, iba pecando (teniendo relaciones sexuales) con incontables huacas; sin embargo, la diosa no encontró el tan ansiado placer carnal con ninguno de ellos.
Cuando Chaupiñamca encontró a la huaca que logró satisfacer sus libidinosos deseos, esta quedó personificada en una piedra yerta que posee cinco alas o brazos (esto posiblemente evoque a la diosa junto a sus hermanas).

Chaupiñamca tuvo cinco hermanas; ella fue la mayor. Obedeciendo un mandato de Pariacaca, bajó a vivir a Mama. Y así, esta llamada Mamañamca iba diciendo: «Yo soy la que creo (de crear) a los hombres.»
Algunos dicen ahora, de Chaupiñamca, que fue hermana de Pariacaca; y ella misma, cuando hablaba, decía: «Pariacaca es mi hermano.»
Chaupiñamca era una piedra yerta con cinco alas. Para adorarla hacían igual que Pariacaca: corrían en competencia hacia la montaña, arreando a sus llamas o a cualquier otro animal; si alguna llama iba hacia Pariacaca por sí misma, ella guiaba (a todos). Cuando la piedra de cinco alas que era Chaupiñamca apareció ante la vista de los viracochas (españoles), éstos la hicieron enterrar, por ahí, en el corral de caballos del cura de Mama. Dicen que hasta ahora se encuentra en ese lugar, bajo la tierra. Creen que esta Chaupiñamca era madre de todos los hombres de todas partes; ahora aseguran que es la madre del pueblo de San Pedro.
Manuscrito de Huarochirí, Capítulo 10

## Familia
Además de su relación con Pariacaca y las antedichas hermanas, la diosa Chaupiñamca también comparte relación con los siguientes personajes y/o deidades nombrados en Huarochirí.

### Tamtañamca
En uno de los textos, se menciona a Tamtañamca, el cual era un señor de gran prestigio. A pesar de ello, Tamtañamca vivía fingiendo poseer diversos atributos que él, en efecto, carecía; de esta manera, lograba engañar a muchos.
Los textos establecen a dicho señor como el padre de Chaupiñamca. Para ser exactos, los textos establecen a Chaupiñamca como la hija menor, pues ella tenía una hermana (cuyo nombre se desconoce) evidentemente mayor.
El texto prosigue con Huatiacuri (uno de los hijos de Pariacaca), quien, por medio de la conversación de dos zorritos, se enteró de la grave situación de Tamtañamca (el hombre había contraído una severa enfermedad). Asimismo, Huatiacuri supo que el hombre enfermo era padre de dos hijas: una mayor y otra menor.
Huatiacuri se dirige hacia el pueblo del doliente Tamtañamca. Ya en aquel lugar, Huatiacuri pregunta a la gente de aquella comunidad si no había alguien que estuviera enfermo.
La hija menor de Tamtañamca le respondió que el enfermo se trataba de su padre. En el acto, Huatiacuri promete a la joven que, solamente por ella, va a aliviar la profunda dolencia de su padre.
La mujer no lo aceptó enseguida y fue a contárselo a su padre. Los sabios que estaban cerca de la escena escucharon y no contuvieron las burlas, minusvalorando a Huatiacuri por su aspecto de hombre pobre; sin embargo, Tamtañamca deseaba poder curarse a como diera lugar, por lo que lo dejó ingresar.
Huatiacuri ingresó e hizo un trato con Tamtañamca: Huatiacuri dijo que lo sanaría a cambio de que él le entregase la mano de su hija. Al oír estas palabras, el paciente aceptó la propuesta.
Tras una serie de eventos, Huatiacuri logra sanar a Tamtañamca y, a cambio de ello, este cumple con lo acordado.

### El Sol y Hanan Maclla
Algunos textos de la misma fuente mencionan que, en tiempos primigenios, había una diosa llamada Hanan Maclla (la miserable de arriba), la cual tenía por marido al Sol. Los frutos de aquella relación son sus dos hijos: Pariacaca y Chaupiñamca.

## Ritos

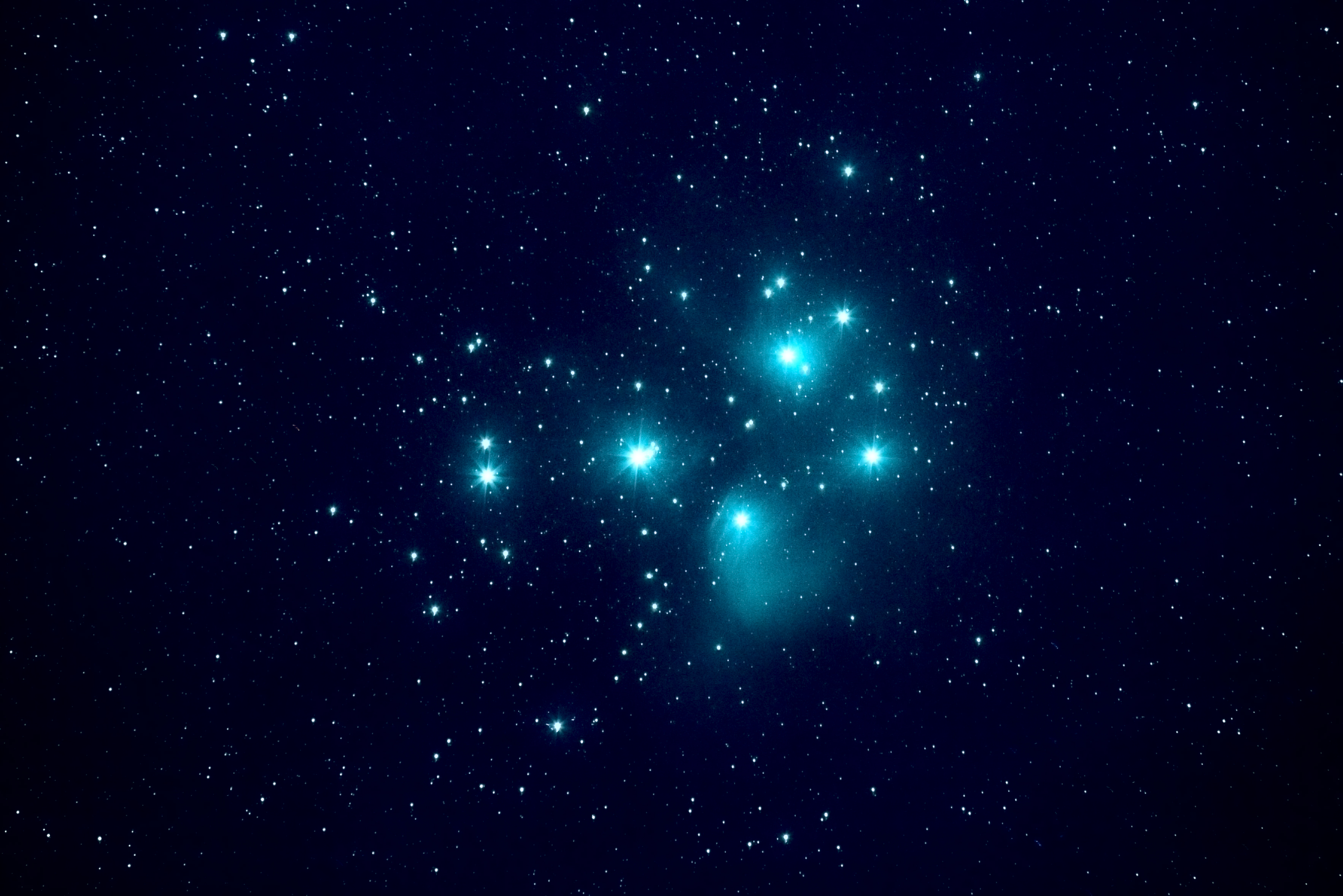
La reaparición de las Pléyades coincidía con la fiesta de la Chaucosma, en honor a la diosa Chaupiñamca.

Según Huarochirí, Chaupiñamca tuvo una celebración en su honor y esta era efectuada junto a la ceremonia dedicada a su hermano, Pariacaca.
La ceremonia dedicada a Pariacaca era llamada Auquisma, mientras que la dedicada a Chaupiñamca era llamada Chaucosma. Del mismo modo, ambas celebraciones representan la dualidad del pensamiento andino; la unión de lo masculino y lo femenino.
La Chaucosma se efectuaba entre los meses de mayo y junio. A raíz de esto, algunos estudiosos vinculan dicha celebración con la reaparición de las Pléyades en el firmamento.
Esta ceremonia consistía en numerosos bailes y cantos, acompañados de oraciones, bebida de chicha, ofrendas de coca y llamas, comidas y actividades comunales. La duración de dicha festividad duraba cinco días (número de significado sustancial para los pobladores andinos).
Por medio de la misma fuente, se tiene un conocimiento más preciso acerca de algunas danzas realizadas en su honor. Dichas danzas son las siguientes:

### Huantaycocha
El Huantaycocha era un baile vinculado con la prosperidad y la fertilidad. En este baile, los propietarios de llamas bailaban llevando pieles de pumas y los que no poseían llamas, bailaban sin esas pieles. Se decía que aquellos que portaban pieles de puma eran prósperos.

### Ayllihua
El Ayllihua era un baile que se efectuaba a lo largo de una noche entera. Durante la celebración, los participantes con grandísimo regocijo bailaban, cantaban, bebían y se emborrachaban hasta el amanecer. Después, salían a la pampa para continuar bebiendo y embriagándose diciendo que era la fiesta en honor a su Madre (refiriéndose a Chaupiñamca).

### Casayaco
El Casayaco es, posiblemente, el baile más importante dentro de la ceremonia de la Chaucosma. Además de estar hondamente asociado con la sexualidad y la fertilidad de la Tierra, se decía que el Casayaco era disfrutado particularmente por la diosa.
El baile del Casayaco consistía en lo siguiente: 

Cuando cantaban y bailaban el Casayaco, Chaupiñamca se alegraba especialmente, porque para danzado se quitaban los vestidos y se cubrían sólo con parte de los trajes; lo vergonzoso de cada hombre (el sexo) lo cubrían con un paño corto de algodón.
Cantando y bailando (el Casayaco) decían: «Chaupiñamca se regocija mucho viendo la parte vergonzosa de cada uno de nosotros.»
Y cuando cantaban y bailaban esta danza, comenzaba la maduración del mundo. Todas esas cosas hacían en esa pascua (de Chaupiñamca).
Dioses y hombres de Huarochirí, Capítulo 75

## Mitología

### Chaupiñamca y el huaca Rucanacoto
El siguiente mito toma lugar en los tiempos antiguos del pueblo de San Pedro, lugar que también es conocido como Mama. A dicho pueblo se le conocía así porque la diosa Chaupiñamca, transformada en una estatua de cinco alas, estableció su morada en aquel lugar.
El mito empieza con lo siguiente:
En tiempos primigenios, Chaupiñamca, deseosa de encontrar el placer sexual, andaba bajo la forma de una mujer y solía pecar (tener relaciones sexuales) con todas las huacas.
A pesar de ello, la diosa no encontraba ningún varón que alcanzara el grado de deleitarla.
En aquel tiempo había un huaca llamado Rucanacoto, cuyo santuario se localizaba en el cerro que domina Mama; aquellos hombres que poseían un miembro viril pequeño acudían ante Rucanacoto y le solicitaban el favor divino de agrandárselo.
Rucanacoto era un huaca que se destacaba por el exorbitante y pronunciado tamaño de su falo. Dicha característica hizo que consiguiera satisfacer enteramente a Chaupiñamca.
La diosa Chaupiñamca juzgó a Rucanacoto como un varón auténtico y, que de todos los huacas, ella iba a quedarse eternamente junto a él. Para ello, la diosa se transformó en piedra y estableció su morada en Mama.

### El humilde Huatiacuri
En tiempos primigenios, los hombres no hacían otra cosa que librar guerras entre sí. A estos hombres se les llamó Purum Runa.
En aquella época, se decía que Pariacaca había nacido y, que un hombre de menesteroso aspecto llamado Huatiacuri, fue el primero en presenciar dicho nacimiento divino.
En aquel tiempo había un hombre llamado Tamtañamca. Este era un señor muy poderoso y privilegiado. Por este hecho, la gente de todas las comunidades acudían ante él para honrarlo y venerarlo. El dicho Tantañamca aparentaba ser un hombre de extenso conocimiento y con ello vivía engañando a muchísima gente; sin embargo, lo verídico es que su conocimiento era bastante limitado.
Un día, Tamtañamca, quien se vanagloriaba de poseer la cualidad de adivino y dios, contrajo una grave enfermedad. La gente, atónita, se preguntaba como un gran sabio como él podía enfermarse.
Por medio de la conversación de dos zorritos, Huatiacuri se enteró de la grave situación de Tamtañamca. Asimismo, Huatiacuri supo que el hombre enfermo era padre de dos hijas: una mayor y otra menor.
Huatiacuri se dirige hacia el pueblo del doliente Tamtañamca. Ya en aquel lugar, Huatiacuri pregunta a la gente de aquella comunidad si no había alguien que estuviera enfermo.
La hija menor de Tamtañamca le respondió que el enfermo se trataba de su padre. En el acto, Huatiacuri promete a la joven que, solamente por ella, va a aliviar la profunda dolencia de su padre.
La mujer no lo aceptó enseguida y fue a contárselo a su padre. Los sabios que estaban cerca de la escena escucharon y no contuvieron las burlas, minusvalorando a Huatiacuri por su aspecto de hombre pobre; no obstante, Tamtañamca deseaba poder curarse a como diera lugar, por lo que lo dejó ingresar.
Huatiacuri ingresó e hizo un trato con Tamtañamca: Huatiacuri dijo que lo sanaría a cambio de que él le entregase la mano de su hija. Al oír estas palabras, el paciente aceptó la propuesta.
Fue así que Huatiacuri procedió a curar a Tamtañamca, no sin antes mencionar una de las causas de su dolencia. Huatiacuri dijo al paciente que su mujer era adúltera y, por ende, su culpa le ha hecho enfermar. Asimismo, Huatiacuri le dijo lo siguiente: "Encima de tu casa tan espléndida hay dos serpientes que te están comiendo. Y hay también un sapo de dos cabezas debajo de tu batán. Tenemos que matarlos a todos para que logres curarte. Cuando te hayas recuperado, tendrás que adorar a mi padre por encima de todo. Solo pasado mañana nacerá. En cuanto a ti, tú no eres un auténtico animador de hombres. Si lo fueras, no te habrías enfermado". Al oír estas palabras, Tamtañamca se espantó.
Para deshacerse de las pestes que atormentan a Tamtañamca, Huatiacuri debía destruir su casa.
La mujer del paciente se enojó por las declaraciones de Huatiacuri y negaba ser adúltera.
Anhelando curar sus dolencias, el desdichado Tamtañamca mandó a destruir, con profunda pena, su tan espléndida casa. En el acto, salieron las dos sierpes y, en seguida, las mataron.
Viendo este acto, la mujer reconoció su culpa y confesó que lo que decía Huatiacuri era verdad.
Luego, Huatiacuri mandó levantar el batán. Un sapo de dos cabezas emergió y se retiró volando hacia la quebrada de Anchicocha.
Después de haber cumplido todo, el enfermo logró la sanación y, a cambio de ello, este le entrega la mano de su hija a Huatiacuri.